# Диметиламин
Диметиламинът е вторичен амин, безцветен и силно запалим газ с неприятна до остра миризма, наподобяваща амоняк.
Намира приложение в областта на земеделието за създаване на пестициди, в химическата промишленост, в строителството, при производството на ракетно гориво и други.
Прекурсор на други отровни химически вещества.